# Adam (Name)
Adam (hebräisch אָדָם) ist ein männlicher Vorname und ein Familienname.

## Herkunft und Bedeutung
Adam ist das hebräische Wort für „Mensch“ und bezeichnet im Tanach den ersten Menschen. In Genesis 2,7  wird dieser Name in Bezug gebracht zum hebräischen Wort adamah für den Erdboden, aus dessen „Staub“ (hebr. afar) der Mensch von Gott gebildet wurde. Wahrscheinlich kann man adam und adama zurückführen auf die Grundbedeutung „Haut, Oberfläche“.

## Verbreitung
Der Name Adam wird in Deutschland seit über hundert Jahren regelmäßig vergeben. Seit etwa 20 Jahren steigt seine Beliebtheit stetig und er befindet sich seit 2017 durchgehend in den Top-30. In den letzten 10 Jahren wurde der Name etwa 23.000 Mal gewählt. In Österreich wird der Name seit 1984 regelmäßig vergeben. Seit der Jahrtausendwende steigt seine Popularität stetig. Adam befindet sich seit 2012 in den Top-100. Im Jahr 2023 belegte er Rang 42. In der Schweiz kommt der Name seit 1930 fast jedes Jahr in der Namensgebung vor. Seit 1991 liegt er durchgehend in den Top-100 und seit 2018 in den Top-50. Die Vergabe ist auch in Liechtenstein nachgewiesen.
In Frankreich wird der Name seit 1900 vergeben. Bis zu den 1950er Jahren lag er in den Top-500. Seit Mitte der 1980er Jahre erlebt er einen starken Aufwärtstrend, er befindet sich seit der Jahrtausendwende in den Top-100 und seit 2012 in den Top-10. Der Name liegt in Belgien seit 2009 durchgehend in den Top-10 der Hitlisten. In den Niederlanden wird Adam seit 1930 alljährlich bei der Namenswahl berücksichtigt. Seit 2008 liegt er in den Top-100 und seit 2016 in den Top-20.
Kurz nach der Jahrtausendwende erlebte der Name in Italien einen starken Anstieg. Seit 2006 befindet er sich in den Top-100. Im Jahr 2023 belegte er Rang 64. In Spanien gehört der Name seit 2005 zu den Top-100 der Vornamenscharts. Der Name befindet sich in Katalonien seit 2003 stets in den Top-100 und seit 2008 in den Top-30. Auch im Baskenland ist der Name seit 2018 unter den 100 beliebtesten Jungennamen anzutreffen.
Der Name hat sich in Slowenien seit 2011 unter den 100 beliebtesten Jungennamen etabliert. Die beste Platzierung erzielte er im Jahr 2021 mit Rang 28. In Polen gehört der Name seit der Jahrtausendwende zu den 20 beliebtesten Vornamen. In den letzten 10 Jahren wurde er circa 46.200 Mal vergeben. Auch in Ungarn ist der Name seit dem Jahr 2000 stets in den Top-20 anzutreffen. Der Name kommt in Tschechien seit Mitte der 1930er Jahre in der Namensgebung vor. Seit 1974 befindet er sich durchgehend in den Top-100 der Vornamenscharts. In der Slowakei liegt der Name seit 2000 durchgehend in den Top-10 der Hitlisten. Die Spitzenposition belegte er in den Jahren 2014 und 2015. Rang 3 hatte er im Jahr 2023 inne.
In den nordischen Ländern ist Adam besonders in Schweden ein beliebter Vorname, der seit den 1980er Jahren in den Top-100 anzutreffen ist und sich seit einigen Jahren in den Top-10 etabliert hat. Der Name befindet sich in Dänemark und Norwegen seit den 1990er Jahren im Aufwärtstrend und gehört zu den Top-50 der Hitlisten.
In England und Wales lag der Name von 1996 bis 2007 stets in den Top-30, seitdem sinkt seine Beliebtheit leicht. Der Name befindet sich in Schottland seit 1935 durchgehend in den Top-100 der Hitlisten. Zwischen 1999 und 2015 lag er sogar in den Top-20. In Nordirland war der Name zwischen 1997 und 2017 stets unter den 20 beliebtesten Jungennamen anzutreffen. Im Jahr 2001, 2003 und 2005 belegte er Rang 3.
Der Name kommt in den USA seit 1880 regelmäßig in der Namensgebung vor. Mitte der 1950er Jahre stieg seine Beliebtheit stark an. Von 1970 bis 2020 lag der Name durchgehend in den Top-100 und in den frühen 1980er Jahren zeitweise sogar in den Top-20. Von 1930 bis 2023 wurde der Name rund 562.000 Mal vergeben. Adam gehört in Kanada seit 1980 fast jedes Jahr zu den Top-30 der Hitlisten.
In Australien befindet sich der Name seit Anfang der 1960er Jahre durchgehend in den Top-100 der Vornamenscharts. Zwischen 1971 und 1992 lag er in den Top-20. Seitdem ist seine Beliebtheit rückläufig. Adam kommt in Neuseeland seit Mitte der 1960er Jahre dauerhaft in den Listen der 100 beliebtesten Jungennamen vor. In den 1980er Jahren befand er sich in den Top-20.
Der Name gehört in Israel seit 2014 stets zu den Top-50.

## Namenstage
Namenstag ist der
- 15. August
- vorletzte Sonntag im Advent (orthodox)
- 19. Dezember (evangelisch)
- 24. Dezember (evangelisch, katholisch)

## Varianten
- Adamo (italienisch)
- Adams
- Adamus
- Ádám (ungarisch)
- Adán (spanisch)
- Adão (portugiesisch)
- Addams
- Adem (albanisch, arabisch, türkisch)
- Adom (rätoromanisch)
- Adomas (litauisch)
- Hadam (sorbisch)

## Namensträger
- Adam, biblische Figur, siehe Adam und Eva
- Adam Qadmon, ursprünglicher Mensch in der kabbalistischen Lehre

### Einzelname
- Adam I. (Bethsan), französischer Kreuzritter
- Adam I. (Taqali), Herrscher im Königreich Taqali
- Adam I. de Beaumont († 1190), französischer Adliger
- Adam I. von Neuhaus (Adam I. z Hradce; 1494–1531), böhmischer Adliger
- Adam II. (Bethsan) (um 1107–vor 1161), Herr von Bethsan im Königreich Jerusalem
- Adam II. (Taqali), Herrscher im Königreich Taqali
- Adam II. von Neuhaus (1546–1596), böhmischer Adliger
- Adam III. (Bethsan), Herr von Bethsan
- Adam of Kilconquhar († 1271), schottischer Adliger
- Adam (Maler) († 1596), polnischer Maler
- Adam (Woiwode), Woiwode von Sandomierz und Kastellan von Krakau
- Adam (Bischof) († 1222), Bischof von Caithness
- Adam de Villebéon († 1235), Herr von Villebon, Großkammerherr von Frankreich
- Adam z Wągrowca († 1629), polnischer Organist, Komponist und Zisterziensermönch
- Adam, 2. Earl of Angus, schottischer Adeliger
- Adam von Bochinia († 1514), polnischer Arzt und Humanist
- Adam von Bremen (um 1050–1081/1085), deutscher Chronist
- Adam von Ebrach († 1167), deutscher Zisterziensermönch, Abt von Ebrach
- Adam von Fulda († 1505), deutscher Komponist und Musiktheoretiker
- Adam von Perseigne (* um 1145; † 1221), französischer Zisterzienser-Abt (ab 1188 in Perseigne) und theologischer Schriftsteller
- Adam von Rottweil, Buchdrucker
- Adam von Schwalbach (1519–1573), Großprior des Johanniterordens und Reichsfürst von Heitersheim
- Adam von St. Viktor († 1146), Dichter und Komponist
- Adam von Württemberg (1792–1847), Prinz von Württemberg, General der Kavallerie
- Adam aus Krakau († vor dem 5. Juni 1520), Maler
- Adam aus Lublin, Maler
- Adam aus Wilna († 1517), Kanzleisekretär des Großfürstentum Litauen und später Kanoniker in Vilnius
- Adam FitzRoy, unehelicher Sohn von König Eduard II. von England
- Adam Wenzel (1574–1617), Herzog von Teschen (1579–1617)

### Vorname
- Adam Adrio (1901–1973), deutscher Musikwissenschaftler und Hochschullehrer
- Adam Ant (* 1954), britischer Leadsänger
- Adam Armstrong (1762–1818), britisch-russischer Metallurg
- Adam Armstrong (* 1997), englischer Fußballspieler
- Adam Barwood (* 1992), neuseeländischer Skirennläufer
- Adam Beach (* 1972), kanadischer Schauspieler
- Adam Brooks (* 1956), kanadischer Drehbuchautor und Filmregisseur
- Adam Brooks (* 1996), kanadischer Eishockeyspieler
- Adam Brown (* 1980), englischer Schauspieler, Comedian und Pantomime
- Adam Brown (* 1987), englischer Fußballspieler
- Adam Brunke (* 1986), kanadischer Koleopterologe
- Adam Copeland (* 1973), kanadischer Wrestler
- Adam Cheyer, US-amerikanischer Softwareingenieur
- Adam Christ (1856–1881), deutscher Bildhauer
- Adam Chrzanowski (* 1999), polnischer Fußballspieler
- Adam Cracknell (* 1985), kanadischer Eishockeyspieler
- Adam Darski (* 1977), polnischer Musiker
- Adam Dong (* 1994), kanadischer Badmintonspieler
- Adam Elsheimer (1578–1610), deutscher Maler und Zeichner
- Adam F (* 1972), englischer Jungle- und Drum-and-Bass-DJ und Musikproduzent
- Adam Ferguson (1723–1816), britischer Historiker
- Adam Fielding (* 1993), britischer Schauspieler
- Adam Friedman (* 1981 oder 1982), US-amerikanischer Pokerspieler
- Adam Geibel (1855–1933), deutsch-amerikanischer Komponist und Musikverleger
- Adam Gontier (* 1978), kanadischer Rocksänger
- Adam Green (* 1981), US-amerikanischer Sänger und Song-Writer
- Adam Green (* 1975), US-amerikanischer Filmregisseur und Drehbuchautor
- Adam de la Halle (1237–1286/1287), französischer Dichter und Komponist
- Adam Hanuszkiewicz (1924–2011), polnischer Schauspieler und Theaterregisseur
- Adam Franz von Hartig (1724–1783), österreichischer Diplomat
- Adam Ludwig von Hartig (1710–1736), böhmischer Adliger, Gutsbesitzer und k. k. Kämmerer
- Adam Hložek (* 2002), tschechischer Fußballspieler
- Adam Hochschild (* 1942), US-amerikanischer Journalist und Schriftsteller
- Adam Horovitz (* 1966), US-amerikanischer Musiker und Produzent, siehe Ad-Rock
- Adam Irigoyen (* 1997), US-amerikanischer Schauspieler und Synchronsprecher
- Adam Jaskolka (* 1979), deutscher Schauspieler, Sänger und Regisseur
- Adam Jende (1861–1918), lettischer Pastor und evangelischer Märtyrer
- Adam Kehrle (1898–1996), deutscher Imker der Neuzeit und Züchter der Buckfast-Biene, siehe Bruder Adam
- Adam Kraft († 1509), deutscher Bildhauer
- Adam Johann von Krusenstern (1770–1846), russischer Admiral
- Adam Kuckhoff (1887–1943), deutscher Dramaturg, Schriftsteller und Widerstandskämpfer
- Adam Kupsik, polnischer Fußballschiedsrichterassistent
- Adam Lamberg (* 1984), US-amerikanischer Schauspieler
- Adam von Lebenwaldt (1624–1696), österreichischer Epigrammatiker und Lehrer der Medizin
- Adam Levine (* 1979), US-amerikanischer Sänger und Gitarrist
- Adam Lönn (* 1991), schwedischer Handballspieler
- Adam Małysz (* 1977), polnischer Skispringer
- Adam Masina (* 1994), italienischer Fußballspieler
- Adam Mendrek (* 1995), tschechischer Badmintonspieler
- Adam Michnik (* 1946), polnischer Essayist, Publizist und antikommunistischer Dissident
- Adam Mickiewicz (1798–1855), polnischer Dichter
- Adam Heinrich Müller (1779–1829), deutscher Staats- und Gesellschaftstheoretiker
- Adam Musiał (1948–2020), polnischer Fußballspieler
- Adam Nagaitis (* 1985), britischer Schauspieler
- Adam Niżnik (* 2002), polnischer Skispringer
- Adam van Noort (1562–1641), flämischer Maler
- Adam Nordén (* 1971), schwedischer Komponist für Filmmusik
- Adam Friedrich Oeser (1717–1799), deutscher Maler und Bildhauer
- Adam Olearius (1603–1671), deutscher Schriftsteller
- Adam Opel (1837–1895), deutscher Industrieller
- Adam Orth (1890–1978), deutscher Komponist und Musikpädagoge
- Adam Marian Pete (* 1966), deutscher Maler
- Adam von Podewils (v. 1480 – 1503), herzoglich Pommerscher Rat und Amtshauptmann
- Adam von Podewils (1617–1697), pommerscher Regierungsrat und Kammerpräsident
- Adam Joachim von Podewils (1697–1764), preußischer Generalmajor
- Adam Rapacki (1909–1970), polnischer Politiker
- Adam Ries (1492–1559), deutscher Rechenmeister
- Adam Rudolph (* 1955), US-amerikanischer Perkussionist und Komponist
- Adam Sandler (* 1966), US-amerikanischer Comedian und Schauspieler
- Adam von Schlieben (1552–1628), brandenburgischer Geheimer Rat und Reisender
- Adam Schwappach (1851–1932), deutscher Forstwirtschaftler, Hochschullehrer
- Adam Sedgwick (1785–1873), britischer Geologe
- Adam Skoneczny, polnischer Poolbillardspieler
- Adam Smith (1723–1790), britischer Nationalökonom
- Adam Stefanów (* 1994), polnischer Snookerspieler
- Adam Stegerwald (1874–1945), preußischer Politiker
- Adam Struzik (* 1957), polnischer Politiker
- Ádám Szalai (* 1987), ungarischer Fußballspieler
- Adam Thielen (* 1990), US-amerikanischer American-Football-Spieler
- Adam von Trott († 1564), Reichsgeneralfeldmarschall und Oberhofmarschall
- Adam von Trott zu Solz (1909–1944), deutscher Jurist, Diplomat und Widerstandskämpfer
- Adam Wagner (?–1594), deutscher Bildhauer
- Adam Weishaupt (1748–1830), deutscher Philosoph
- Adam Ernst Rochus von Witzleben (1791–1868), oldenburgischer Kammerherr, Oberstallmeister und Geheimer Rat
- Adam Heinrich von Witzleben (1673–1751), Kommandant der Burg Gutenfels und Obristwachtmeister
- Adam Levin von Witzleben (1688–1745), dänischer Geheimer Rat und Hofrat
- Adam Levin von Witzleben der Jüngere (1721–1766), dänischer Offizier und Erneuerer der Rittergüter Hude und Elmeloh
- Adam Yates (* 1992), britischer Radrennfahrer
- Adam Young (* 1986), US-amerikanischer Sänger der Gruppe Owl City
- Adam Zagajewski (1945–2021), polnischer Schriftsteller, Lyriker und Essayist
- Adam Zielinski (1929–2010), polnisch-österreichischer Schriftsteller
- Adam Zolotin (* 1983), US-amerikanischer Schauspieler

## Familienname

### A
- Abdikarim Yusuf Adam († 2015), somalischer General
- Abu Adam (Imam) (Abu Adam Hesham Shashaa; * 1970), ägyptischer Islamwissenschaftler und Aktivist palästinensischer Herkunft
- Abu Adam (* 1980), deutscher Konvertit, Prediger und islamistischer Aktivist, siehe Sven Lau
- Adel Mukhtar Adam (* 1986), sudanesischer Fußballschiedsrichter
- Adela Marion Adam (1866–1944), britische Altphilologin
- Adolf Adam (Theologe) (1912–2005), deutscher Theologe und Liturgiewissenschaftler
- Adolf Adam (Informatiker) (1918–2004), österreichischer Systemforscher, Statistiker und Informatiker
- Adolphe Adam (1803–1856), französischer Komponist
- Adriana Adam (* 1999), rumänische Ruderin
- Ahmed Adam (Leichtathlet) (* 1966), sudanesischer Marathonläufer
- Ahmed Adam (Schwimmer) (* 1987), sudanesischer Schwimmer
- Albert Ádám (* 1975), ungarischer Installationskünstler
- Albert Eugen Adam (1855–1921), deutscher Bibliothekar
- Albrecht Adam (1786–1862), deutscher Maler
- Alexander Adam (Philologe) (1741–1809), britischer Altphilologe
- Alexander Adam (Komponist) (1853–1917), deutscher Komponist und Chorleiter
- Alexander Adam (Leichtathlet) (* vor 1987), deutscher Leichtathlet
- Alfons Adam (1944–2021), österreichischer Rechtsanwalt und Politiker
- Alfred Adam (Mediziner) (1888–1956), deutscher Pädiater und Hochschullehrer
- Alfred Adam (Theologe) (1899–1975), deutscher evangelischer Theologe
- Alfred Adam (Botaniker) (1905–1966), deutscher Lehrer, Naturschützer und Botaniker
- Alfred Adam (Schauspieler) (1908–1982), französischer Schauspieler und Drehbuchautor
- Aloys Joseph Adam (1763–1825), deutscher Jurist
- Amal Adam (* 1981), ägyptische Bogenschützin
- Anastasius Adam (1795–1848), Schweizer Geistlicher
- André Adam (Soziologe) (1911–1991), französischer Soziologe und Ethnologe
- André Adam (Diplomat) (1936–2016), belgischer Diplomat
- Andreas Adam (1699–1746), deutscher Architekt
- Anna Adam (* 1963), deutsche Malerin und Bühnenbildnerin
- Antoine Adam (1899–1980), französischer Romanist und Literaturwissenschaftler
- Anton Adam (1908–1944), banatschwäbischer römisch-katholischer Geistlicher und Märtyrer
- Any Adam (* 2000), deutsche Fußballspielerin
- August Adam (Theologe) (1888–1965), deutscher Priester, Theologe und Politiker (CSU)
- August Wilhelm Theodor Adam (1833–1886), deutscher Musiker
- Auguste de Villiers de L’Isle-Adam (1838–1889), französischer Schriftsteller
- Axel Adam-Müller (* 1967), deutscher Wirtschaftswissenschaftler und Hochschullehrer
- Ayishetu Adam (* 1962), ghanaische Sprinterin

### B
- Baki Adam (* 1962), türkischer Religionswissenschaftler und Schriftsteller
- Beles Adam (* 1944), deutsche Schauspielerin
- Barbara Adam (* 1945), britische Sozialwissenschaftlerin
- Barry Adam (* 1952), kanadischer Soziologe und Autor
- Bashir Adam (* 1987), deutscher Taekwondoin
- Benno Adam (1812–1892), deutscher Maler
- Bernd Adam (Lehrer) (* 1941), deutscher Lehrer und Germanist
- Bernd Adam (Bauhistoriker) (* 1964), deutscher Bauforscher und Bauhistoriker
- Bernhard Adam (* vor 1958), deutscher Wirtschaftsjournalist und Chefredakteur
- Bidwell Adam (1894–1982), US-amerikanischer Politiker
- Bill Adam (* 1946), kanadischer Automobilrennfahrer
- Birgit Adam (* 1971), deutsche Literatur- und Kommunikationswissenschaftlerin
- Bob Adam (* 1968), luxemburgischer Basketballspieler und -trainer
- Bora Adam (* 2001), österreichischer Fußballspieler
- Brian Adam (1948–2013), schottischer Politiker
- Bruno Adam (1846–1918), deutscher Architekt und Baubeamter

### C
- Carl Ferdinand Adam (1806–1868), deutscher Musikpädagoge, Kantor, Chorleiter und Komponist
- Carl Wilhelm Adam (Unternehmer, 1830) (1830–1910), deutscher Unternehmer
- Carl Wilhelm Adam (Unternehmer, 1860) (1860–1933), deutscher Unternehmer
- Charles Adam (Admiral) (1780–1853), britischer Admiral
- Charles Adam (Politiker) (1848–1917), elsässischer Politiker
- Charlie Adam (Fußballspieler, 1919) (1919–1996), schottischer Fußballspieler
- Charlie Adam (Fußballspieler, 1962) (1962–2012), schottischer Fußballspieler
- Charlie Adam (Fußballspieler, 1985) (* 1985), schottischer Fußballspieler und -trainer
- Christian Adam (Künstler) (1941–2021), deutscher Künstler
- Christian Adam (Germanist) (geb. Christian Härtel; * 1966), deutscher Fotograf und Germanist
- Christian Adam (Fußballspieler) (* 1983), deutscher Fußballspieler
- Claude Adam (* 1958), luxemburgischer Politiker
- Claus Adam (1917–1983), US-amerikanischer Violoncellist, Musikpädagoge und Komponist
- Curt Adam (1875–1941), deutscher Augenarzt, Hochschullehrer und Publizist

### D
- David Adam (Geistlicher) (1936–2020), englischer Geistlicher und Autor
- David Adam (Diplomat) (* 1941), kanadischer Diplomat
- David Adam (Fußballspieler) (* 1993), slowenischer Fußballspieler
- Dieter Adam (Szenenbildner) (* 1931), deutscher Szenenbildner
- Dieter Adam (Mediziner) (* 1935), deutscher Mediziner
- Dieter Adam (Autor) (1941–2019), deutscher Musiker, Schriftsteller und Bühnenautor
- Dietrich Adam (Wirtschaftswissenschaftler) (* 1936), deutscher Betriebswirt, Professor für Industrie- und Krankenhausbetriebswirtschaftslehre
- Dietrich Adam (1953–2020), deutscher Schauspieler
- Dylan Adam (* 1998), französischer Fußballspieler

### E
- Edmond Adam (Politiker) (1816–1877), französischer Politiker
- Edmond Adam (Autor) (1889–1918), französischer Schriftsteller
- Edmund Adam (1894–1958), deutscher Schachspieler
- Edouard Adam (1911–1944), luxemburgisch-belgischer römisch-katholischer Geistlicher und Märtyrer
- Eduard Adam (* 1976), rumänischer Schauspieler
- Emil Adam (1843–1924), deutscher Maler
- Emil Adam (Keramiker) (1859–1918), österreichischer Keramiker und Hochschullehrer
- Engelbert Adam (1850–1919), Schauspieler und Schriftsteller
- Éric Adam (* 1966), belgischer Comicautor
- Erich Adam (1898–um 1987), deutscher Chirurg
- Ernest Adam (1868–1926), polnischer Bankier und Politiker
- Ernst Adam (Schriftsteller) (1879–1919), deutscher Schriftsteller
- Ernst Adam (Priester) (1884–1955), deutscher römisch-katholischer Geistlicher
- Ernst Adam (Journalist) (1898–1971), deutscher Journalist
- Ernst Adam (Kunsthistoriker) (* 1927), deutscher Kunsthistoriker und Hochschullehrer für Architekturgeschichte
- Ernst Adam (Ingenieur) (* 1933), deutscher Ingenieur, Physiker und Hochschullehrer für Reaktortechnik
- Euchar Adam (1748–1830), deutscher Theologe
- Eugen Adam (1817–1880), deutscher Maler

### F
- Felix Adam (1884–1967), deutscher Mandolinist, Zitherspieler, Gitarrist, Instrumentallehrer und Arrangeur
- François Adam (Radsportler), belgischer Radsportler
- François Gaspard Adam (1710–1761), französischer Bildhauer
- François-Nestor Adam (1903–1990), Schweizer Geistlicher, Bischof von Sion
- Frank Adam, Pseudonym von Karlheinz Ingenkamp (1925–2015), deutscher Pädagoge und Schriftsteller
- Frank Adam (Librettist) (* 1968), belgischer Librettist und Schriftsteller
- Frank Adam (Inlineskater) (* um 1983), deutscher Inlineskater
- Franz Adam (Maler) (1815–1886), deutscher Maler und Lithograf
- Franz Adam (Sänger) (1873–1907), deutscher Opernsänger (Bass)
- Franz Adam (Dirigent) (1885–1954), deutscher Dirigent
- Frédéric Adam (Musiker) (1904–1984), französischer (elsässischer) Dirigent und Komponist
- Frédéric Adam (Fußballspieler) (* 1973), französischer Fußballspieler
- Frederick Adam (1781–1853), britischer General
- Frieda Adam (1919–2013), deutsche Gerechte unter den Völkern
- Friedrich Adam (1847–1928), deutscher Architekt und Maler
- Fritz Adam (Architekt), deutscher Architekt
- Fritz Adam (SA-Mitglied) (1889–1945), deutscher SA-Oberführer und Politiker (NSDAP)
- Fritz Adam (Journalist) (1906–1945), deutscher Journalist und Dichter

### G
- Gaël Adam (* 1986), mauritischer Schwimmer
- Georg Adam (1784/1785–1823), deutscher Kupferstecher und Maler
- George Adam (* 1969), schottischer Politiker
- Gerhard Adam (Klavierbauer) (1797–1879), deutscher Klavierbauer
- Gerhard Adam (Mediziner) (* 1959), deutscher Radiologe
- Gerold Adam (1933–1996), deutscher Biophysiker
- Gordon Adam (Politiker) (* 1934), britischer Politiker
- Gordon Adam (Ruderer) (1915–1992), US-amerikanischer Ruderer
- Gottfried Adam (* 1939), deutscher evangelischer Theologe und Hochschullehrer
- Graeme Mercer Adam (1839–1912), kanadischer Schriftsteller und Herausgeber
- Günter Adam (1932–2019), deutscher Chemiker und Hochschullehrer
- Günther Adam (* 1927), deutscher Fußballspieler
- Gustav Adam (1917–nach 1946), deutscher Fußballspieler
- György Ádám (1922–2013), ungarischer Mediziner und Hochschulrektor

### H
- Hanide Adam (1946–2014), österreichische Rallyefahrerin
- Hans Adam (Scharfrichter) (1628/29–1675), deutscher Scharfrichter
- Hans Adam (Fußballspieler), deutscher Fußballspieler
- Hans Adam (Marineoffizier) (1883–1948), deutscher Marineoffizier
- Hans Adam (Jagdflieger) (1886–1917), deutscher Jagdflieger
- Hans Adam (Widerstandskämpfer) (1894–1942), deutscher Arbeiter und Widerständler gegen den Nationalsozialismus
- Hans Adam (Kernphysiker) (1907–1996), deutscher Kernphysiker
- Hans Adam (Zoologe) (1925–2013), österreichischer Zoologe
- Hansgünther Adam (1924–2015), deutscher Journalist
- Hans Heinrich Adam (1919–2007), deutscher Maler
- Hans Karl Adam (1915–2000), deutscher Fernsehkoch
- Harry Adam (* 1923), deutscher Fußballspieler
- Heidemarie Adam (* 1940), deutsche Erziehungswissenschaftlerin und Hochschullehrerin für Geistigbehindertenpädagogik
- Heinrich Adam (Maler) (1787–1862), deutscher Maler und Radierer
- Heinrich Adam (Architekt) (1839–1905), deutsch-österreichischer Architekt
- Heinrich Adam (Widerstandskämpfer) (1908–1997), deutscher Widerstandskämpfer
- Helen Adam (1909–1993), US-amerikanische Autorin und Künstlerin
- Helmut Adam (* 1973), deutscher Barkeeper, Autor und Unternehmer
- Henri Adam (Maler, 1864) (1864–1917), französischer Maler und Aquarellist
- Henri-Georges Adam (1904–1967), französischer Maler, Grafiker und Bildhauer
- Henry Adam (* 1964), britischer Theaterautor
- Herbert Adam (* 1951), deutscher Maler und Grafiker
- Herman Adam (* 1965), mexikanischer Leichtathlet
- Hermann Adam (* 1948), deutscher Wirtschafts- und Politikwissenschaftler
- Horst Adam (* 1939), sorbischer Journalist, Schriftsteller und Publizist
- Hubertus Adam (Mediziner) (* 1959), deutscher Psychiater
- Hubertus Adam (Kunsthistoriker) (* 1965), deutscher Kunst- und Architekturhistoriker

### I
- Ibadulla Adam (* 2002), maledivischer Sprinter
- Idrissa Adam (* 1984), kamerunischer Leichtathlet
- Ines Adam (* 1969),  deutsche Fernsehmoderatorin
- Ingrid Adam (* 1945), deutsche Leichtathletin
- Ivo Adam (* 1977), Schweizer Koch und Autor

### J
- Jacob-Sigisbert Adam (1670–1747), französischer Bildhauer
- Jacques Adam (1663–1735), französischer Gelehrter, Übersetzer und Mitglied der Académie française
- Jacques de Villiers de L’Isle-Adam († 1472), französischer Adliger und Militär
- Jakob Adam (Geistlicher) (1568–1618), deutscher reformierter Prediger
- Jakob Adam (Grafiker) (1748–1811), österreichischer Kupferstecher
- Jakob Adam (Politiker) (1797–1865), Schweizer Politiker und Jurist
- Jakob Joseph Adam (1828–1888), Schweizer Politiker
- James Adam (Architekt) (1732–1794), britischer Architekt
- James Adam (Altphilologe) (1860–1907), britischer Altphilologe
- Jean Adam (Kunsttischler), französischer Kunsttischler
- Jean Adam (Dichterin) (1704–1765), schottische Dichterin
- Jean de l’Isle-Adam (1500–1572), französischer Adliger und Militär
- Jean de Villiers de L’Isle-Adam (um 1384–1437), französischer Adliger und Offizier
- Jean-Édouard Adam (1768–1807), französischer Physiker und Chemiker
- Jean-Paul Adam (* 1977), seychellischer Schwimmer
- Jean-René Adam (* 1964), deutscher Politiker (AfD)
- Jiří Adam (* 1950), tschechoslowakischer Moderner Fünfkämpfer
- Johann Adam (Komponist) (1704–1779), deutscher Komponist und Bratschist
- Johann Adam (Pfarrer) (1867–1936), deutscher geistlicher Inspektor und evangelischer Pfarrer
- Johann Georg Adam (1806–1867), deutscher Organist, Kantor und Komponist
- Johann Jakob Adam (um 1720–1791), deutscher Silberarbeiter, Kunsthandwerker, Silberschmied und Goldschmied
- Johannes Adam (Pfarrer) (vor 1576–nach 1628), deutscher Pfarrer
- Johannes Adam (Fechter) (auch Johann Adam; 1871–??), deutscher Fechter
- Johannes Adam (Biologe) (* 1923), deutscher Biostatistiker und Hochschullehrer
- John Adam (Architekt) (1721–1792), schottischer Architekt
- John Adam (Generalgouverneur) (1779–1825), britischer Beamter
- John Adam (Segler) (1875–1946), britischer Segler
- Jonny Adam (* 1984), britischer Rennfahrer
- Josef Adam (Maler) (1883–1953), deutscher Maler
- Joseph Adam (Leichtathlet) (* 1965), seychellischer Leichtathlet
- Joseph August Adam (Schriftsteller) (auch Josef August Adam; ?–nach 1846), deutscher Gutsherr und Schriftsteller
- Joseph August Adam (Komponist) (auch Josef August Adam; 1817–1891), österreichischer Komponist
- Juliette Adam (1836–1936), französische Schriftstellerin und Frauenrechtlerin
- Julius Adam (Maler, 1821) (1821–1874), deutscher Maler, Lithograf und Fotograf
- Julius Adam (Maler, 1852) (1852–1913), deutscher Maler und Lithograf
- Julius Adam (Mediziner) (1862–1942), deutscher Mediziner und Verbandsfunktionär
- Julius Maria Adam (1895–1969), deutscher Maler

### K
- Karl Adam (Mediziner) (1809–1887), deutscher Mediziner
- Karl Adam (1848–1917), elsässischer Politiker, siehe Charles Adam (Politiker)
- Karl Adam (Schriftsteller) (1849–1916), deutscher Schriftsteller
- Karl Adam (Theologe) (1876–1966), deutscher Theologe
- Karl Adam (Jurist) (1899–1943), deutscher Jurist und politischer Beamter (NSDAP)
- Karl Adam (Rudertrainer) (1912–1976), deutscher Rudertrainer
- Karl Adam (Fußballspieler) (1924–1999), deutscher Fußballspieler
- Karl Adam-Leonhard (Karl Ludwig Adam; 1876–1926), deutscher Kunst- und Landschaftsmaler
- Karl Dietrich Adam (1921–2012), deutscher Paläontologe
- Karl Richard Adam (1899–1981), deutscher Feinmechaniker und Abgeordneter
- Karel Petr Adam (1906–1977), tschechoslowakischer Filmarchitekt
- Ken Adam (1921–2016), deutsch-britischer Szenenbildner
- Klaus Adam (Bankier) (* 1941), Geschäftsführer der Landesbank Rheinland-Pfalz
- Klaus Adam (Basketballspieler) (* 1942), deutscher Basketballspieler
- Klaus Adam (Ökonom) (* 1970/71), deutscher Wirtschaftswissenschaftler
- Konrad Adam (* 1942), deutscher Journalist und Publizist
- Konrad Adam (Maler) (* 1964), österreichischer Maler
- Krisztina Ádám (* 1981), ungarische Badmintonspielerin
- Krystian Adam (* 1979), polnischer Sänger (Tenor)
- Kurt Adam (1897–1973), deutscher Offizier

### L
- Lambert-Sigisbert Adam (1700–1759), französischer Bildhauer
- Lawrence Adam (1908–1941), niederländischer Fußballspieler
- Leonhard Adam (1891–1960), deutscher Ethnologe
- Leonie Adam (* 1993), deutsche Trampolinturnerin
- Louis Adam (1758–1848), französischer Komponist
- Ludwig Adam (Philologe) (1842–1927), deutscher Klassischer Philologe, Autor und Gymnasiallehrer
- Ludwig Adam (* 1949), österreichischer Musiker
- Luitpold Adam der Ältere (1888–1950), deutscher Maler
- Luke Adam (* 1990), kanadischer Eishockeyspieler

### M
- Madge Adam (1912–2001), britische Astronomin und die erste Doktorandin für Sonnenphysik an der Sternwarte der Universität Oxford
- Maja Adam Ilić (* 1979), serbische Volleyballspielerin
- Marcel Adam (* 1951), lothringischer Liedermacher
- Marcel Adam (Badminton) (* 1995), deutscher Badmintonspieler
- Marcela Adam (* 1974), moldauische Politikerin (PAS)
- Marcus Adam (* 1968), britischer Leichtathlet und Bobsportler
- Margarete Adam (1885–1946), deutsche Hochschullehrerin und NS-Opfer
- Margie Adam (* 1947), US-amerikanische Sängerin, Pianistin, Singer-Songwriterin und Komponistin
- María de las Mercedes Adam de Aróstegui (1873–1957), kubanische Komponistin und Pianistin
- Marianne Adam (* 1951), deutsche Leichtathletin
- Marie Adam-Doerrer (1838–1908), deutsch-schweizerische Frauenrechtlerin
- Marie-Christine Adam (* 1950), französische Schauspielerin
- Marika Adam (* 1954), deutsche Schauspielerin
- Marinus Adam (1900–1977), niederländischer Klarinettist, Geiger, Dirigent und Komponist
- Max Adam (Admiral) (1894–1978), deutscher Konteradmiral
- Max Adam (* 1952), deutscher Schriftsteller, siehe Gerd Müller (Schriftsteller)
- Maximilian Adam (* 1998), deutscher Eishockeyspieler
- Melchior Adam (um 1575–1622), deutscher Literarhistoriker
- Michael Adam (Bibelübersetzer) (16. Jahrhundert), Übersetzer hebräischer Texte ins Jiddische
- Michael Adam (Maler) (1865–1915), deutscher Maler
- Michael Adam (Politiker) (* 1984), deutscher Politiker (SPD)
- Michal Bat-Adam (* 1945), israelische Schauspielerin, Regisseurin und Drehbuchautorin
- Mihai Adam (1940–2015), rumänischer Fußballspieler
- Mike Adam (Michael B. Adam; * 1981), kanadischer Curler
- Miroslav Konštanc Adam (* 1963), slowakischer Ordensgeistlicher, Theologe und Rechtswissenschaftler
- Moustafa Adam (* 1968), ägyptischer Moderner Fünfkämpfer
- Muna Jabir Adam (* 1987), sudanesische Hürdenläuferin

### N
- Nic Adam (1881–??), luxemburgischer Turner
- Nicolas Adam (1881–1957), luxemburgischer Turner
- Nicolas Sébastien Adam (1705–1778), französischer Bildhauer
- Noëlle Adam (* 1933), französische Tänzerin und Schauspielerin
- Norbert Adam (1931–2020), österreichischer Sportfunktionär und Journalist

### O
- Olivier Adam (Diplomat), französischer UN-Diplomat
- Olivier Adam (Schriftsteller) (* 1974), französischer Schriftsteller und Drehbuchautor
- Omer Adam (* 1993), amerikanisch-israelischer Sänger
- Otto Adam (Maler) (1901–1973), deutscher Maler
- Otto Adam (Mediziner) (1903–1967), deutscher KZ-Arzt.
- Otto Adam (Widerstandskämpfer) (1907–1943), deutscher Widerstandskämpfer
- Otto Adam (Fechter) (1909–1977), deutscher Fechter

### P
- Patricia Adam (* 1953), französische Politikerin
- Patrizia Adam (* 1962), Schweizer Politikerin (CVP) und Kantonsrätin
- Paul Adam (Buchbinder) (1849–1931), deutscher Buchbinder
- Paul Adam (Musiker) (1856–1907), Zitherspieler, Instrumentallehrer, Dirigent und Komponist
- Paul Adam (Schriftsteller, 1862) (1862–1920), französischer Schriftsteller
- Paul Adam (Schriftsteller, 1958) (* 1958), britischer Schriftsteller
- Peter Adam (Regisseur) (* 1945), deutscher Regisseur und Drehbuchautor
- Peter R. Adam (1957–2023), deutscher Filmeditor
- Petra Adam-Ferger (* 1944), deutsche Politikerin (SPD)
- Philipp Ludwig Adam (1813–1893), deutscher Unternehmer und Politiker
- Philippe de Villiers de l’Isle-Adam (1464–1534), französischer Adliger und Großmeister des Malteserordens
- Pierre Adam (Musiker) (1820–1890), französischer Bratschist und Komponist
- Pierre Adam (1924–2012), französischer Radrennfahrer

### R
- Ralf Adam (* 1972), deutscher Jurist und Richter am Bundesfinanzhof
- Reinhold Adam (* 1602), Theologe und Pädagoge
- Richard Adam (Politiker, 1877) (1877–1942), deutscher Geistlicher und Politiker (Zentrum), MdL Preußen
- Richard Adam (Politiker, 1913) (1913–nach 1963), deutscher Politiker (DDR-CDU), MdV
- Richard Adam (Sänger) (1930–2017), tschechischer Sänger
- Richard Adam (Steuerberater) (* 1957), britischer Steuerberater
- Richard Benno Adam (1873–1937), deutscher Maler
- Rita Adam (* 1969), Schweizer Botschafterin
- Robert Adam (Architekt) (1728–1792), britischer Architekt
- Robert Adam (Schriftsteller) (1877–1961), eigentlich Robert Adam Pollak, österreichischer Schriftsteller und Richter
- Robert Adam (Richter) (1894–1979), deutscher Jurist und Richter
- Rolf Adam (1935/1936–2009), deutscher Lehrer und Heimatforscher
- Ronald Adam (Schauspieler) (1896–1979), britischer Schauspieler
- Ronald Adam (Fußballspieler) (* 1958), deutscher Fußballspieler
- Ronald Forbes Adam (1885–1982), britischer General
- Rudolf Adam (Architekt) (1883–1942), deutscher Architekt
- Rudolf Adam (Diplomat) (* 1948), deutscher Diplomat
- Rudolf Bernhard Adam (1886–??), deutscher Maler
- Rudolph Adam (1847–1894), deutscher Architekt
- Rudolphus Adam, US-amerikanischer Musiker und Musikpädagoge österreichischer Herkunft
- Russ Adam (* 1961), kanadischer Eishockeyspieler und -trainer

### S
- Sándor Ádám (Wasserballspieler) (1892–??), ungarischer Wasserballspieler
- Sándor Ádám (Fußballspieler) (1918–1974), ungarischer Fußballspieler
- Serge Adam (* 1957), französischer Jazzmusiker
- Shockat Adam (* 1972), britischer Optiker und Politiker
- Shuaib Adam (* 1953), kenianischer Sportschütze
- Siegfried Adam (1943–2012), deutscher Maler und Grafiker
- Stanislav Adam (1889–1974), tschechoslowakischer Lehrer, Chorleiter, Violinist und Komponist
- Stefan Adam (* 1973), deutscher Handballspieler und Manager
- Stephan Adam (* 1954), deutscher Komponist
- Suzane Adam (* 1952), israelische Autorin, Spieleerfinderin und Illustratorin

### T
- Terangi Adam (* 1947), nauruanischer Politiker
- Teresa Adam (* 1990), neuseeländische Triathletin
- Theo Adam (1926–2019), deutscher Sänger (Bassbariton) und Regisseur
- Theodor Adam (1893–1963), österreichischer Maler
- Thomas Adam (Geistlicher) (1701–1784), britischer anglikanischer Geistlicher und religiöser Schriftsteller
- Thomas Adam (Musiker) (* 1952), Schweizer Musiker und Gesangstherapeut
- Thomas Adam (Historiker, 1967) (* 1967), deutscher Historiker und Museumsleiter
- Thomas Adam (Historiker, 1968) (* 1968), deutscher Historiker und Hochschullehrer
- Thomas Adam (Badminton), französischer Badmintonspieler und Jugendnationaltrainer
- Tony Adam (* 1986), deutscher Wasserspringer

### U
- Udi Adam (* 1958), israelischer Generalmajor
- Ulrich Adam (* 1950), deutscher Politiker (CDU)
- Ulrich Müller-Adam (* 1951), deutscher Sänger (Tenor)
- Ursula Adam (1922–1979), deutsche Journalistin und Dichterin
- Uwe Dietrich Adam (1940–1987), deutscher Historiker

### V
- Vicent Adam († nach 1787), spanisch-valencianischer Komponist, Organist und Musiktheoretiker
- Victor Adam (1801–1866), französischer Maler

### W
- Waldemar Adam (* 1937), deutscher Chemiker
- Walter Adam (Journalist) (1886–1947), österreichischer Journalist und Politiker
- Walter Adam (Architekt) (1891–1957), Schweizer Architekt
- Walter Adam (Pfarrer) (1900–1951), deutscher Geistlicher
- Walter Adam (Unternehmer) (1907–1980), deutscher Unternehmer
- Walther Adam (1881–1964), deutscher Industrieller und Kunstsammler
- Werner Adam (1935–2009), deutscher Journalist
- Wiebke Adam-Schwarz (* 1968), deutsche Schauspielerin
- Wilfrid Adam (* 1947), deutscher Politiker (SPD)
- Wilhelm Adam (Architekt) (1872–nach 1894), deutscher Architekt
- Wilhelm Adam (General, 1877) (1877–1949), deutscher Generaloberst
- Wilhelm Adam (General, 1893) (1893–1978), deutscher General und Politiker (NSDAP, DVP, NDPD)
- Wilhelm Adam (Politiker, 1905) (1905–1991), deutscher Politiker (SED)
- Wilhelm Adam (Politiker, 1906) (1906–1989), deutscher Landrat
- Wilhelm Adam (Mediziner) (1921–1991), deutscher Hautarzt und Lehrstuhlinhaber
- Willi-Ernst Adam, deutscher Radiologe und Nuklearmediziner, Lehrstuhlinhaber in Ulm
- William Adam (Architekt) (1689–1748), schottischer Architekt und Steinmetz
- William Adam (Theologe) (1796–1881), schottisch-amerikanischer Priester und Theologe
- William Adam (Zoologe) (1909–1988), belgischer Zoologe
- William Adam (Musiker) (1917–2013), US-amerikanischer Trompeter und Hochschullehrer
- William Adam of Blair Adam (1751–1839), schottischer Jurist und Politiker
- William Augustus Adam (1865–1940), britischer Offizier und Politiker
- William Patrick Adam (1823–1881), britischer Politiker
- Willibald Adam (1873–1935), deutscher Ordensgeistlicher, Abt von Metten
- Wolfgang Adam (* 1949), deutscher Germanist und Hochschullehrer